# Dystrofia tłuszczowo-płciowa
Dystrofia tłuszczowo-płciowa (zespół tłuszczowo-płciowy, zespół Babińskiego-Fröhlicha, łac. dystrophia adiposogenitalis, ang. adiposogenital dystrophy) – rzadki zespół endokrynologiczny charakteryzujący się otyłością oraz niedorozwojem narządów płciowych zewnętrznych u chłopców z guzem w okolicy podwzgórzowo-przysadkowej. Obok tych objawów występują również inne zaburzenia, takie jak poliuria, polidypsja, zahamowanie wzrostu, opóźnienie umysłowe i zaburzenia widzenia. Opisywano również przypadki, w których niemożliwe było stwierdzenie zaburzenia czynnościowego podwzgórza. Chorobę opisali niezależnie od siebie Józef Babiński w 1900 roku i Alfred Fröhlich rok później. Diagnostyka różnicowa zespołu obejmuje przede wszystkim zespół Pradera-Williego.